# Toka-patak
A Toka-patak a Mátrában ered, Gyöngyösoroszi északnyugati határában, Heves vármegyében, mintegy 760 méteres tengerszint feletti magasságban. A patak forrásától kezdve déli irányban halad, majd Gyöngyösnél éri el a Gyöngyös-Rédei-víztárolót.
A patak útja során magába fogadja a Szomor-patakot és a Száraz-patakot. A Gyöngyösoroszi-víztárolót a patak felduzzasztásával hozták létre.

## Állatvilága
A patak halfaunáját a következő halak alkotják: bodorka (Rutilus rutilus), dévérkeszeg (Abramis brama), domolykó (Leuciscus cephalus), fenékjáró küllő (Gobio gobio), sügér (Perca fluviatilis), küsz (Alburnus alburnus), naphal (Lepomis gibbosus), razbóra (Pseudorasbora parva).

## Part menti települések
- Gyöngyösoroszi
- Gyöngyös